# ماريا موري
ماريا موري (باليابانية: 森マリア) هي مغنية وممثلة يابانية، ولدت في 29 يونيو 1955 في سابورو في اليابان.

## وصلات خارجية
- ماريا موري على موقع IMDb (الإنجليزية)